# 고성향교
고성향교(固城鄕校)는 대한민국 경상남도 고성군 고성읍에 있는 향교이다. 유형문화재 제219호로 지정되었다.
이 향교는 지방의 관학기관으로 조선 영조 2년(1726년)에 통영부에서 이곳으로 옮겼다고 전한다. 경내에는 공자 외에 18현의 위패를 모신 정면 3칸 측면 3칸의 맞배집인 대성전, 정면 5칸 측면 2칸의 팔작집으로 된 명륜당, 정면 3칸 측면 2칸의 중층 팔작집인 누문(풍화루) 등 10채의 건물들이 있다.

## 개요
향교는 훌륭한 유학자를 제사하고 지방민의 유학교육과 교화를 위하여 나라에서 지은 교육기관이다
세워진 시기는 알 수 없으나 조선 영조 2년(1726)에 통영부에서 이곳으로 옮겨 여러 차례 보수했다.
건물의 배치는 공부하는 곳인 명륜당과 동·서재가 앞에 있고, 여러 성현들을 모신 대성전과 동·서무가 뒤에 있는 전학후묘의 형태이다. 또한 출입문이자 휴식공간이었던 풍화루와 명륜당, 사당의 출입문인 내삼문, 대성전이 일직선으로 서 있다. 그러나 명륜당을 중심으로 서 있는 동·서재가 대칭이 아닌 비대칭으로 서 있어 전형적인 향교배치 형식에서 벗어난다.
조선시대에는 국가로부터 전답과 노비·전적 등을 지급받아 학생들을 가르쳤으나, 지금은 제사만 지내고 있다.

## 현지 안내문
향교는 유교의 옛 성현을 받들면서, 지역 사회에서 인재를 양성하고 미풍양속을 장려할 목적으로 설립된 전통 시대의 지방 교육 기관이다. 고성 향교는 1398년(태조 7년)에 처음 건립되어, 지역의 인재 양성과 문화 발전에 중요한 역할을 수행하여 왔다. 향교의 공간은 교육과 제례의 두 영역으로 나뉜다. 유생이 학문을 연마하는 명륜당과 일상생활을 하는 동·서재는 교육 기능을 담당하고, 공자와 저명한 유학자의 위패를 모시는 대성전 및 동·서무는 제례 기능을 각각 담당하고 있다.
고성 향교의 건물배치는 교육 공간을 앞쪽에, 제례 공간을 뒤똑에 두는 향교 건물배치의 일반적 형태인 전학후묘의 일직선 배치 양식이다. 그러나, 대성전, 내삼문, 명륜당, 풍화루를 잇는 중심축은 일직선이지만 동·서무가 대성전 양 측면에 너무 인접되어 있고, 동재는 명륜당의 동쪽 측면에 위치하고 서재는 절반 정도가 명륜당의 서쪽 측 면에 인접하여 전형적인 향교 배치 격식에서 벗어나 있다. 또한 유교의 교육 이념을 담고 있는 명륜당은 일반적으로 일(一)자형인데 비해, 이곳 명륜당은 보기 드문 'ㄷ'자형의 평면 구조이다. 향교의 정문인 풍화루는 유생들의 여가 및 여름철의 교육 공간이자, 손님을 접대하는 곳이다. 그렇기 때문에 누각은 제례 영역으로부터 멀리 떨어진 자리에 위치한다.

## 참고 자료
- 고성향교 - 국가유산청 국가유산포털